# Buran (vânt)
Buran este un vânt puternic din Rusia care traversează estul Asiei, prin Xinjiang, Siberia și Kazakhstan. 
În timpul verii, buran este asociat cu furtuni de nisip iar iarna cu viscol puternic care, adesea, reduce vizibilitatea aproape la zero.
O dată la 5 - 7 ani, vântul buran ajunge și până în Italia, ca de exemplu în iernile anilor 2012 și 2018.
Naveta spațială Buran a fost numit după acesta.

## Legături externe
- Viscolul Buran la weatheronline.co.uk